# Дмитровское сельское поселение (Крым)
Дмитровское се́льское поселе́ние (укр. Дмитрівське сільське поселення, крымскотат. Çatmış köy yurtu, Чатмыш кой юрту) — муниципальное образование в северной части Советского района Республика Республики Крым Российской Федерации.
Административный центр — село Дмитровка.

## География
Находится в степном Крыму, на побережье Сиваша, у границы с Нижнегорским районом. Административный центр — село Дмитровка.

## Население
| 2001  | 2014  | 2015  | 2016  | 2017  | 2018  | 2019  |
| ----- | ----- | ----- | ----- | ----- | ----- | ----- |
| 1586  | ↘1316 | ↗1317 | →1317 | ↘1315 | ↘1308 | ↘1293 |
| 2020  | 2021  |       |       |       |       |       |
| ↘1271 | ↘1232 |       |       |       |       |       |

## Состав сельского поселения
| № | Населённый пункт | Тип населённого пункта       | Население |
| - | ---------------- | ---------------------------- | --------- |
| 1 | Дмитровка        | село, административный центр | ↘947      |
| 2 | Ровенка          | село                         | ↘369      |

## История
В советское время был образован Дмитровский сельский совет.
Статус и границы Дмитровского сельского поселения установлены Законом Республики Крым от 5 июня 2014 года № 15-ЗРК «Об установлении границ муниципальных образований и статусе муниципальных образований в Республике Крым».

## Местное самоуправление
Председатели Дмитровского сельского совета, главы администрации Дмитровского сельского поселения
- Чирков Виктор Васильевич
- Корж Анастасия Юрьевна